# 前川嘉一
前川 嘉一（まえかわ かいち、1922年2月9日 - 1990年1月29日）は、日本の経済学者。
京都市生まれ。第三高等学校、兵役をへて1947年京都帝国大学経済学部卒。1968年「イギリス労働組合主義の発展」で京都大学より経済学博士の学位を取得。1949年京都大学経済学部助手、1950年講師、1954年助教授、1969年教授、1976－1977年経済学部長、1985年定年退官、名誉教授。

## 著書
- 『イギリス労働組合主義の発展 新組合主義を中心にして』ミネルヴァ書房 1965
- Labour Administration and Trade Unionism in Japan ; After World War Ⅱ. 啓文社、1984
- 『不安のなかの労使問題』啓文社 1987

### 共編著
- 『中小工業の実態 泉南綿織物業』佐藤明共著 有斐閣 京都大学経済調査所 1949
- 『労働運動の国民的課題』西村豁通共編 御茶の水書房 社会政策会研究大会叢書 1979
- 『現代産業社会学教程』編 啓文社 1989

## 論文
- 前川嘉一「英國に於ける新組合主義の成立について」『經濟論叢』第63巻第3-4号、京都大學經濟學會、1949年4月、116-139頁、CRID 1390009224841950464、doi:10.14989/132166、ISSN 0013-0273。
- 前川嘉一「N・バロウ「イギリス勞働組合論」」『經濟論叢』第66巻第1-3号、京都大學經濟學會、1950年9月、148-164頁、doi:10.14989/132199、ISSN 0013-0273。
- 前川嘉一「勞働組合組織に關する一考察 - イギリス機械勞働者の組織變化 -」『經濟論叢』第71巻第6号、京都大學經濟學會、1953年6月、382-398頁、CRID 1390009224841980928、doi:10.14989/132304、ISSN 0013-0273。
- 前川嘉一「一般労働組合の成立過程 - ロンドン・ドック・ストライキ(一八八九年)を中心にして -」『經濟論叢』第79巻第1号、京都大學經濟學會、1957年1月、43-67頁、CRID 1390009224842038784、doi:10.14989/132515、ISSN 0013-0273。
- 前川嘉一「イギリス労働組合運動における1889年 (穂積文雄教授記念號)」『經濟論叢』第97巻第1号、京都大學經濟學會、1966年1月、110-126頁、doi:10.14989/133099、ISSN 0013-0273。
- 前川嘉一「19世紀後半期のイギリス使用者団体 - 王立委員会調査報告(1892)を中心にして -」『經濟論叢』第102巻第4号、京都大學經濟學會、1968年10月、245-260頁、doi:10.14989/133303、ISSN 0013-0273。
- 前川嘉一, 樽美敏彦「合理化政策と資本の労働組合政策」『社會政策学會年報』第14巻、社会政策学会、1978年5月、121頁、doi:10.24533/ssgn.14.0_121、ISSN 2433-1406。
- 前川嘉一「高年労働者対策に関する一考察」『經濟論叢』第129巻第3号、京都大學經濟學會、1982年3月、131-144頁、doi:10.14989/133918、ISSN 0013-0273。
- 前川嘉一「I 労働(保護)行政の復権、自立 : 人間尊重に関わって」『社会政策叢書』第7巻、社会政策学会、1984年、3-13頁、doi:10.24533/ssgsss.7.0_3、ISSN 2433-1392。